# Maesa
Maesa är ett släkte av viveväxter. Maesa ingår i familjen viveväxter.

## Bildgalleri

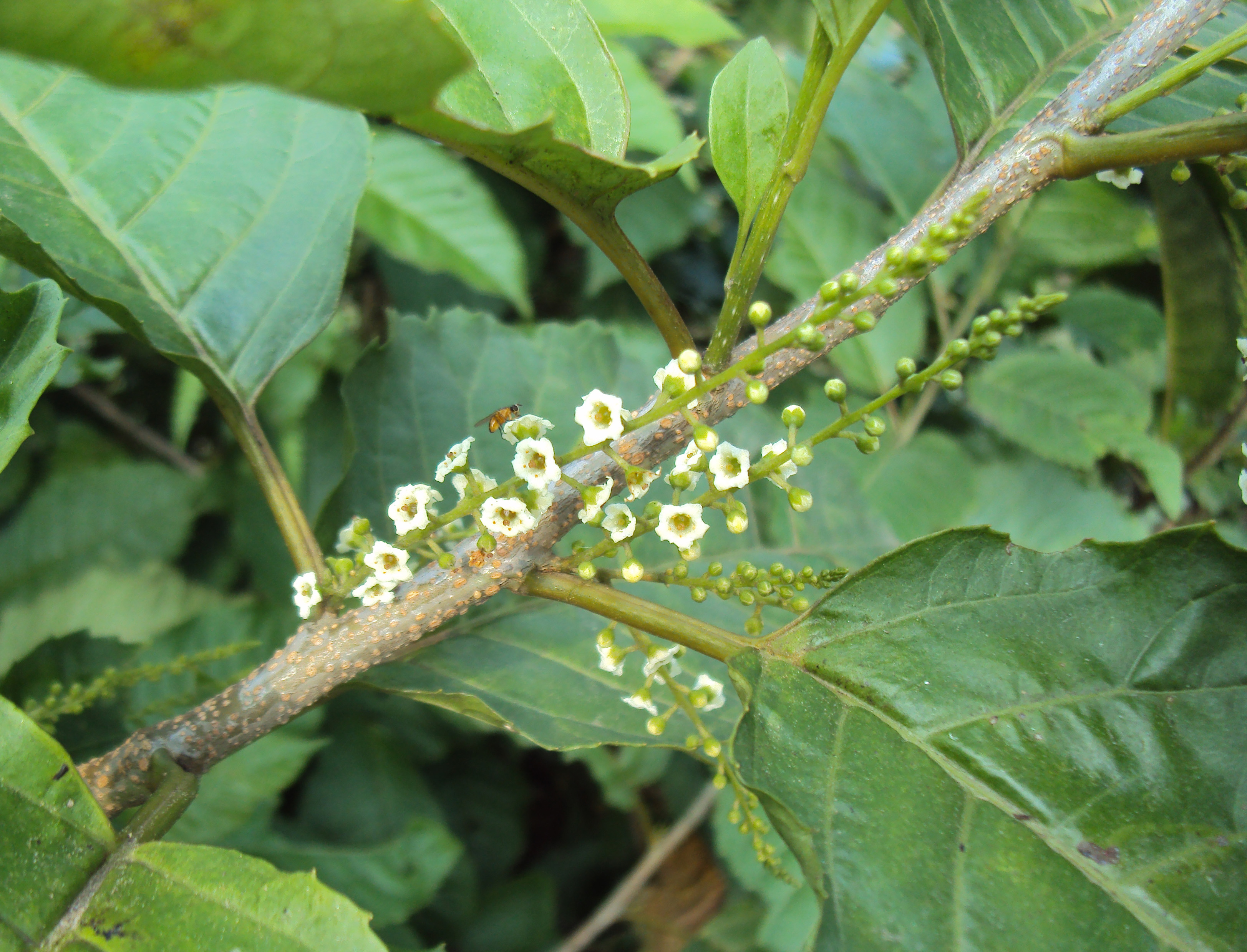
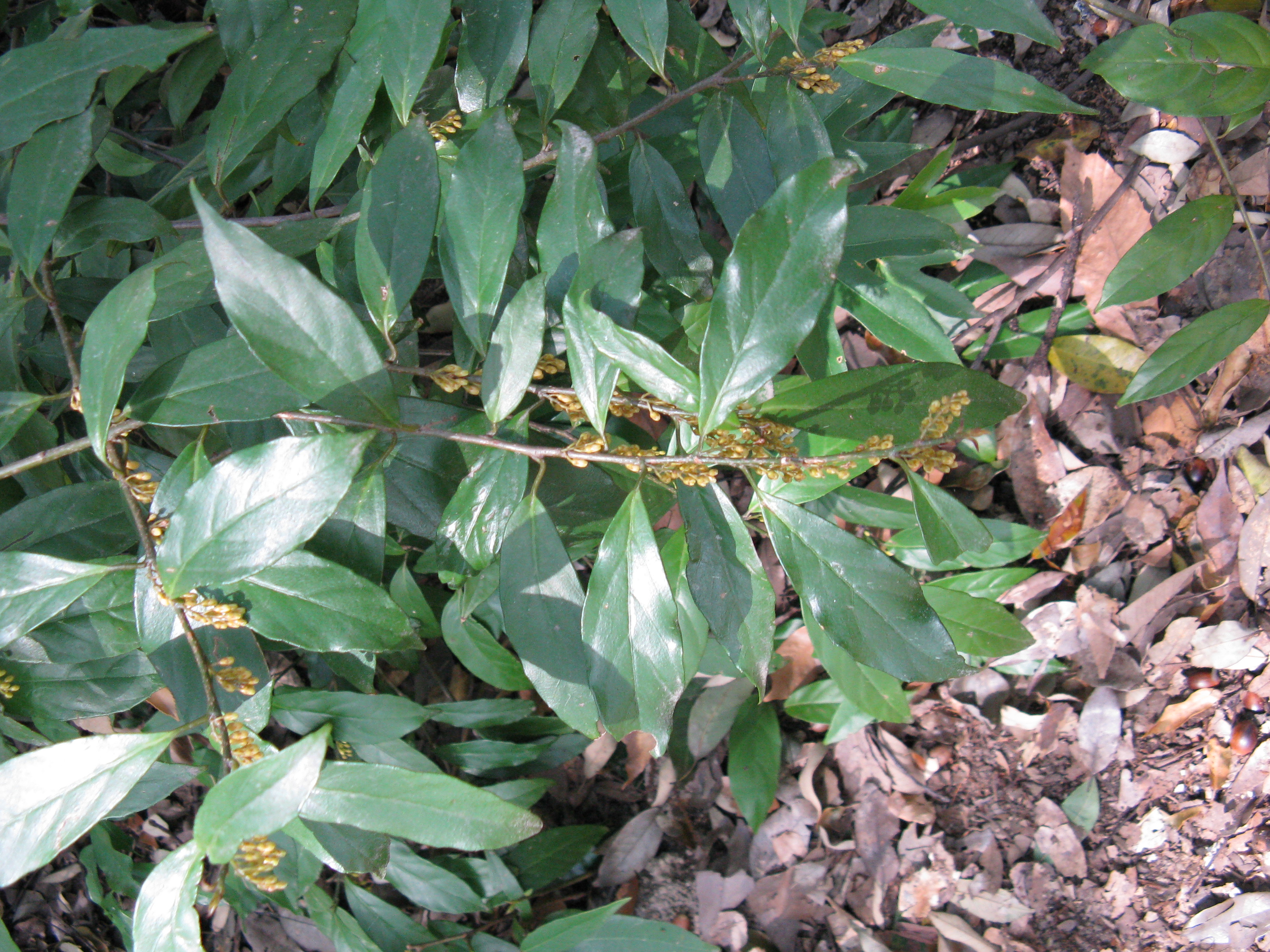
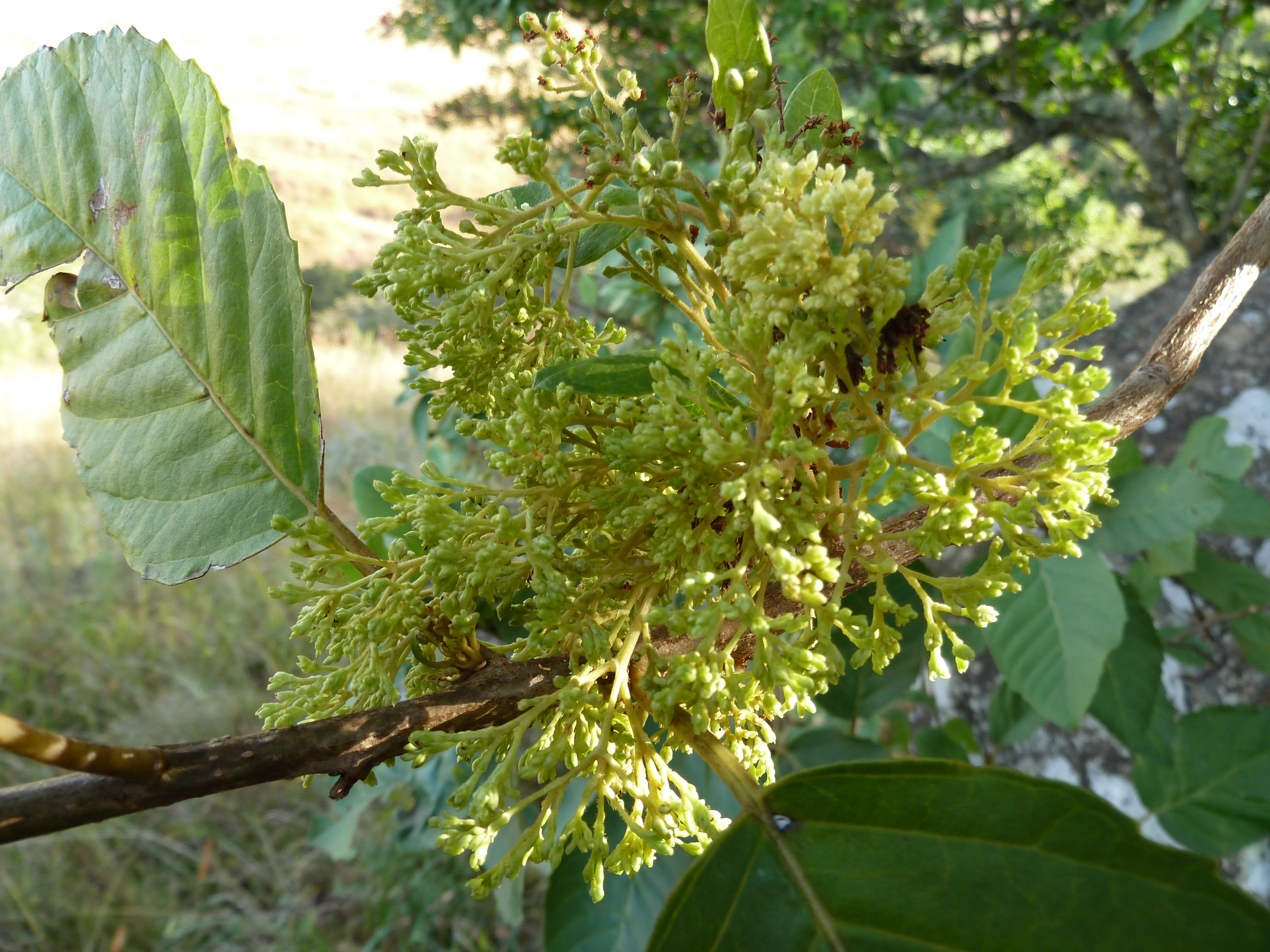
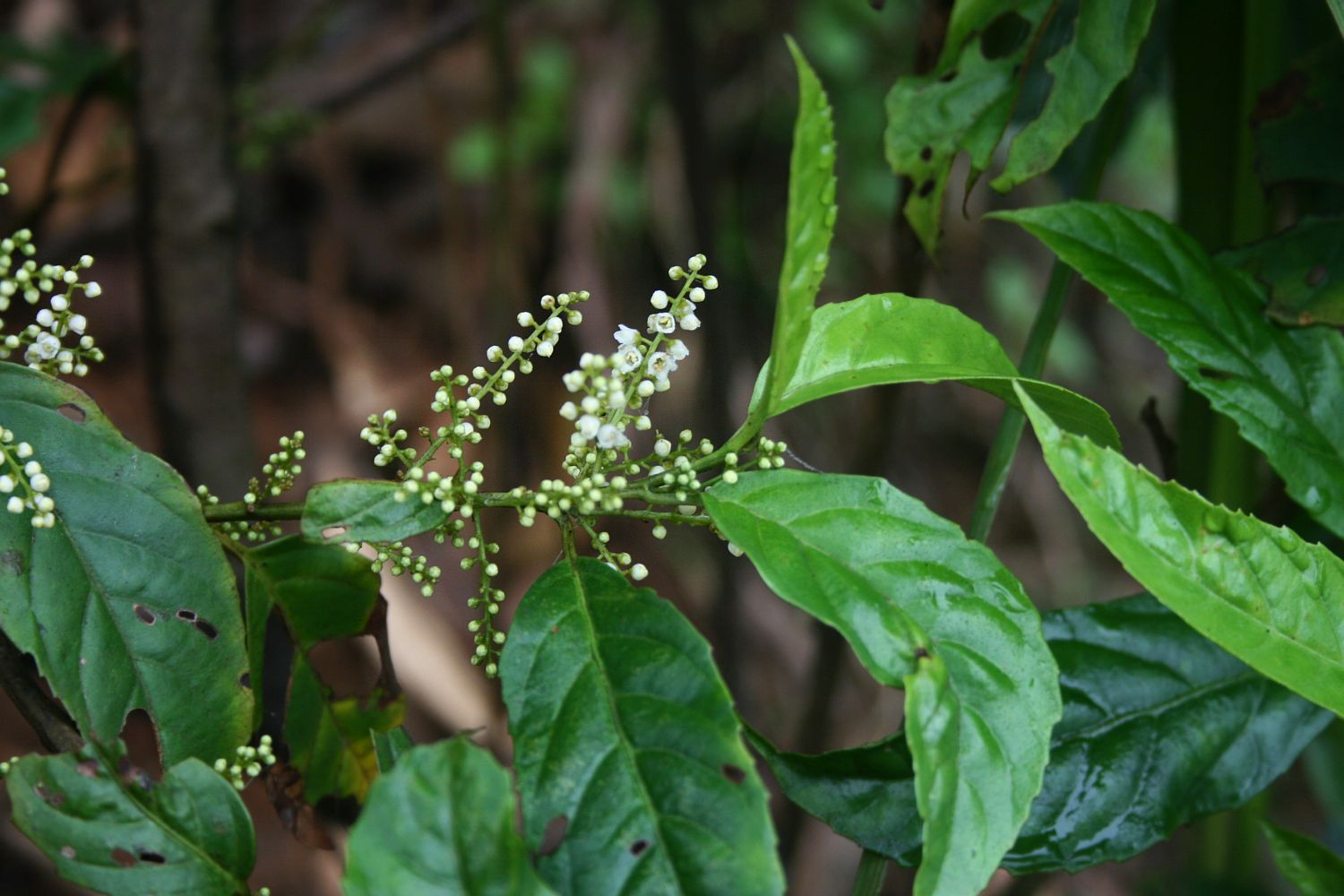
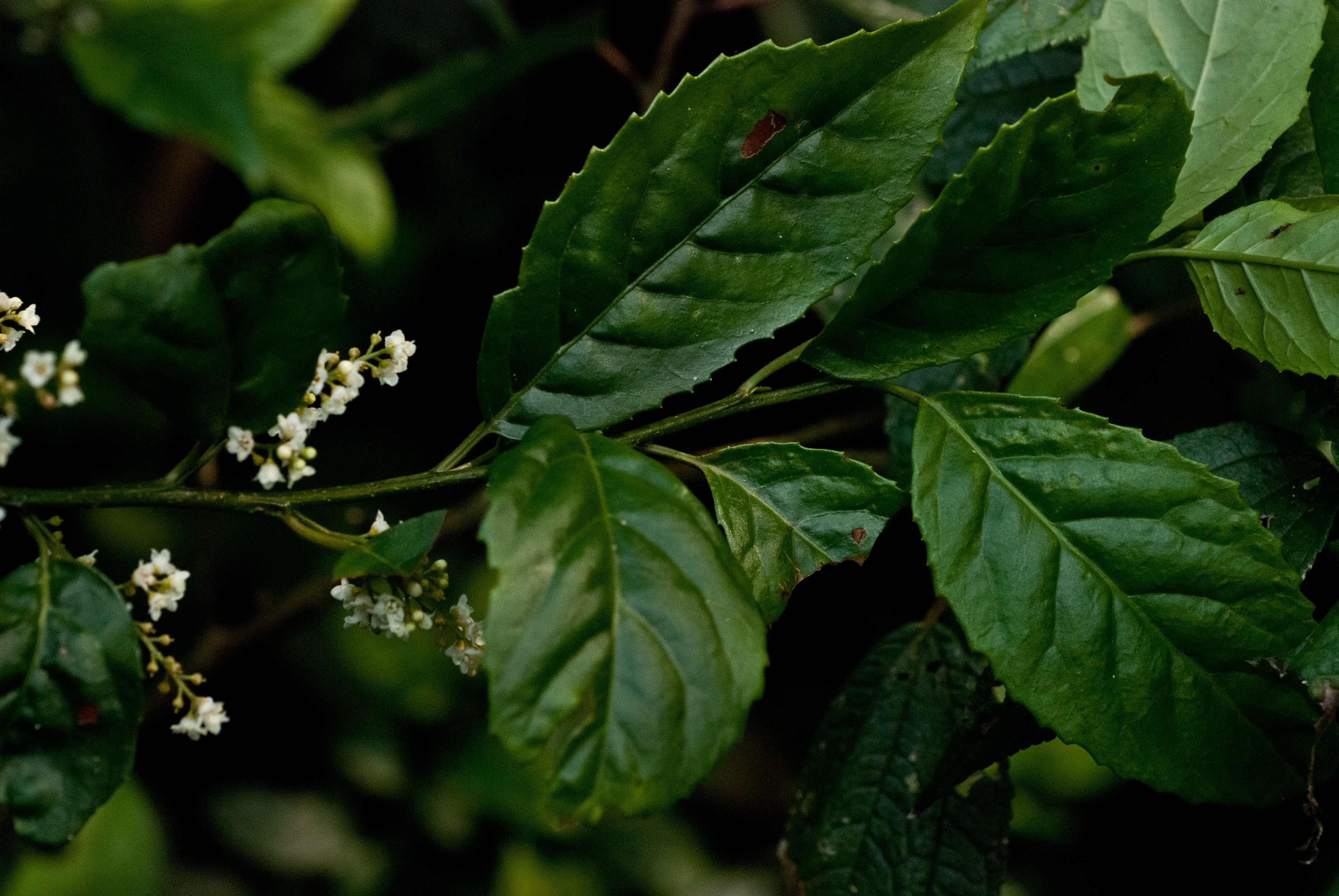
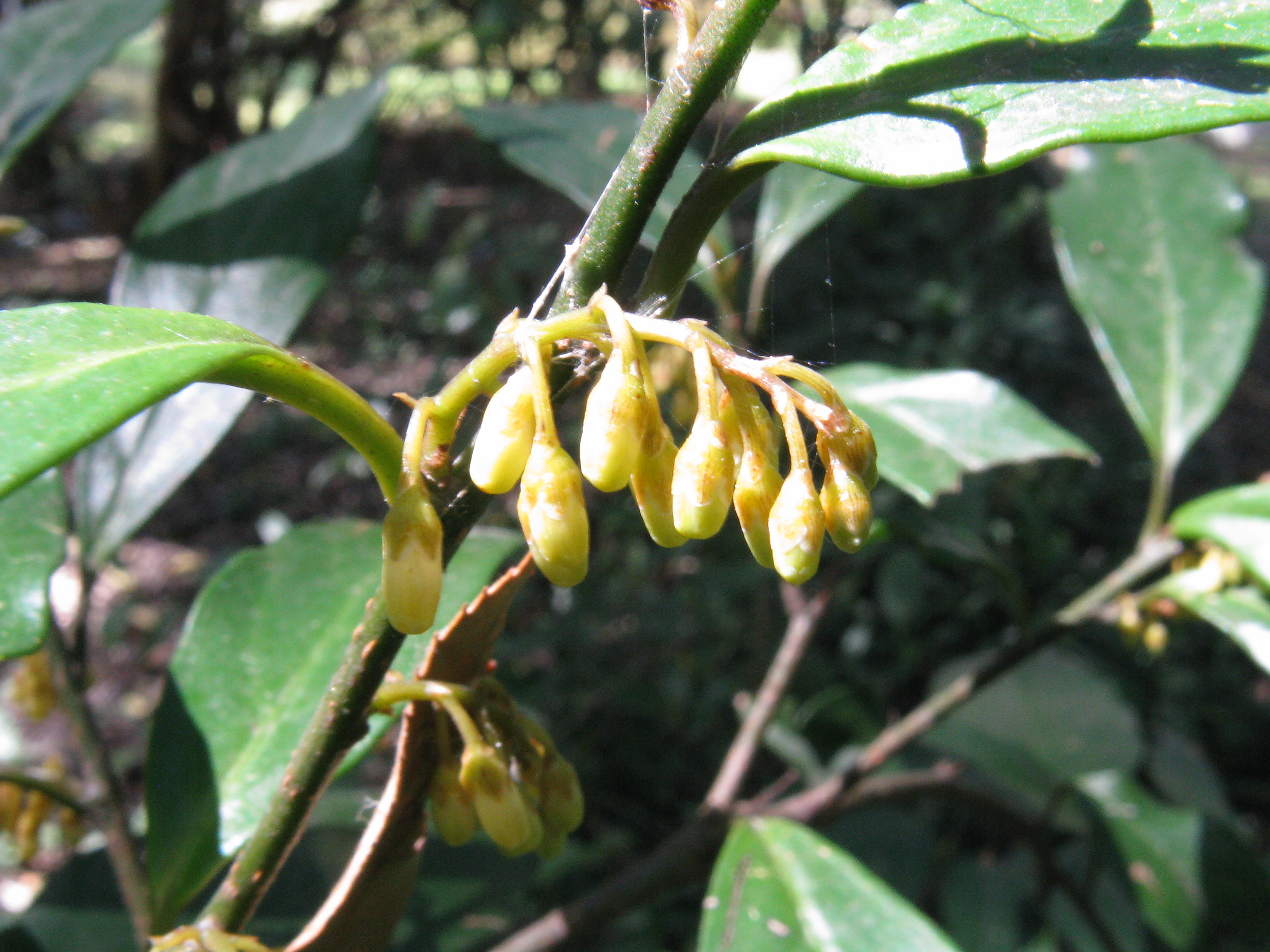

## Dottertaxa tillMaesa, i alfabetisk ordning[1]
- Maesa acuminatissima
- Maesa alnifolia
- Maesa ambigua
- Maesa ambrymensis
- Maesa amplexicaulis
- Maesa andamanica
- Maesa aneiteensis
- Maesa arborea
- Maesa argentea
- Maesa argyrophylla
- Maesa arunachalensis
- Maesa aubertii
- Maesa augustini
- Maesa balansae
- Maesa banksiana
- Maesa beamanii
- Maesa bengalensis
- Maesa bennettii
- Maesa bismarckiana
- Maesa brevipaniculata
- Maesa calcarea
- Maesa calophylla
- Maesa cambodiana
- Maesa canfieldiae
- Maesa carolinensis
- Maesa cauliflora
- Maesa cavinervis
- Maesa chisia
- Maesa clementis
- Maesa conferta
- Maesa confusa
- Maesa consanguinea
- Maesa corneri
- Maesa corylifolia
- Maesa cumingii
- Maesa davaensis
- Maesa decidua
- Maesa decipiens
- Maesa densistriata
- Maesa denticulata
- Maesa dependens
- Maesa dubia
- Maesa efatensis
- Maesa eramangensis
- Maesa ferruginea
- Maesa floribunda
- Maesa fruticosa
- Maesa gaudichaudii
- Maesa glomerata
- Maesa gracilis
- Maesa grandiflora
- Maesa haenkeana
- Maesa haplobotrys
- Maesa hooglandii
- Maesa hupehensis
- Maesa ilicifolia
- Maesa impressinervis
- Maesa indica
- Maesa insignis
- Maesa insularis
- Maesa integrifolia
- Maesa jaffrei
- Maesa japonica
- Maesa junghuhniana
- Maesa kanjilalii
- Maesa kerrii
- Maesa kivuensis
- Maesa korthalsiana
- Maesa kurzii
- Maesa laevis
- Maesa lanceolata
- Maesa lancifolia
- Maesa lanyuensis
- Maesa latifolia
- Maesa laxiflora
- Maesa leucocarpa
- Maesa lineata
- Maesa lineolata
- Maesa lobuligera
- Maesa loloruensis
- Maesa longilanceolata
- Maesa lorentziana
- Maesa macilenta
- Maesa macilentoides
- Maesa macrocarpa
- Maesa macrophylla
- Maesa macrosepala
- Maesa macrothyrsa
- Maesa manillensis
- Maesa manipurensis
- Maesa marioniae
- Maesa martiana
- Maesa maxima
- Maesa megalobotrya
- Maesa megaphylla
- Maesa membranacea
- Maesa membranifolia
- Maesa montana
- Maesa montis-wilhelmi
- Maesa muelleri
- Maesa muscosa
- Maesa naumanniana
- Maesa nayarii
- Maesa novocaledonica
- Maesa novoguineensis
- Maesa oligotricha
- Maesa ovocarpa
- Maesa palauensis
- Maesa paniculata
- Maesa papuana
- Maesa parvifolia
- Maesa pentecostes
- Maesa perlarius
- Maesa permollis
- Maesa persicifolia
- Maesa pickeringii
- Maesa pipericarpa
- Maesa pisocarpa
- Maesa platyphylla
- Maesa polyantha
- Maesa populifolia
- Maesa procera
- Maesa procumbens
- Maesa protracta
- Maesa pubescens
- Maesa pulchella
- Maesa purpureohirsuta
- Maesa pyrifolia
- Maesa ramentacea
- Maesa reflexa
- Maesa regia
- Maesa reinwardtii
- Maesa reticulata
- Maesa rheophytica
- Maesa robinsonii
- Maesa rubiginosa
- Maesa rufo-villosa
- Maesa rugosa
- Maesa salicifolia
- Maesa samoana
- Maesa sarasinii
- Maesa sayersii
- Maesa serpentinopicta
- Maesa spectabilis
- Maesa stonei
- Maesa striata
- Maesa striatocarpa
- Maesa subcaudata
- Maesa subdentata
- Maesa tabacifolia
- Maesa tenuifolia
- Maesa tetrandra
- Maesa tomentella
- Maesa tongensis
- Maesa truncata
- Maesa walkeri
- Maesa warburgii
- Maesa wardii
- Maesa welwitschii
- Maesa villosa
- Maesa virgata
- Maesa vitiensis
- Maesa ziroensis